# Villages français détruits durant la Première Guerre mondiale
La Première Guerre mondiale a laissé de lourdes séquelles. Ainsi, un certain nombre de villages français ont été totalement détruits par les combats, notamment dans le nord et l'est du pays.
Si la plupart d'entre eux ont été reconstruits après la guerre, d'autres en revanche ne l'ont pas été, par souci de mémoire, mais aussi en raison de la présence trop importante de munitions non explosées et de sols bouleversés et pollués.
Administrativement, les communes correspondant aux villages non reconstruits (et donc sans population) ont connu des sorts différents, certaines subsistant mais avec un statut spécial, d'autres étant rattachées à des communes voisines.

## Aisne
Le site historique du Chemin des Dames dans l'Aisne (la route départementale D18CD établie sur une crête d'Allemant (ferme des Vauxrains) à Corbeny), et ses combats d'avril 1917 notamment, a apporté son lot de villages définitivement détruits. Leurs territoires, classés en 1919 en zone rouge non constructibles, ont été réunis à celui d'une commune voisine.
Pour l'Aisne, les villages disparus sont : Ailles, Beaulne-et-Chivy, Courtecon et Vauclerc-et-la-Vallée-Foulon.
Par décret du 9 septembre 1923, les communes suivantes du canton de Craonne, arrondissement de Laon, sont rattachées aux communes respectives :
- Ailles : en dehors d'une cave perdue dans une pâture et d'un monument commémoratif, il ne reste plus rien de ce village de 138 habitants en 1909. Son territoire a été réuni en 1923 à celui de la commune de Chermizy (devenue Chermizy-Ailles).
- Beaulne-et-Chivy : il n'existe actuellement qu'une ferme reconstruite et une chapelle commémorative. La commune comptait 164 habitants en 1909. Elle a été réunie à la commune voisine de Vendresse (devenue Vendresse-Beaulne) en 1923. À noter que Chivy n'a toujours été qu'un lieu-dit (Rattaché à la commune de Beaulne-et-Chivy de 1801 à 1923) même si Chivy était un véritable village, muni d'une église. Il avait pris le pas sur le « chef-lieu » de la commune, Beaulne, et les anciens du pays parlaient d'ailleurs de « Chivy-Beaulne », et non de Beaulne-et-Chivy.
- Courtecon : de ce village de 95 habitants en 1905, il ne reste aujourd'hui qu'une chapelle commémorative. Son territoire  a été réuni en 1923 à celui de la commune voisine de Pancy (devenue Pancy-Courtecon).
- Grandelain-et-Malval (Crandelain-et-Malval) rattachée à Pancy-et-Colligis, elle-même redécoupée et devenue pour la partie Pancy (cf. la fusion précédente) Pancy-Courtecon, et pour la partie Colligis, Colligis-Grandelain (orthographe de 1923 renommée Colligis-Crandelain).
- Moussy-sur-Aisne rattachée à Verneuil-Courtonne (devenue Moussy-Verneuil).
- Vauclerc-et-la-Vallée-Foulon : ce minuscule village de 62 habitants en 1909 s'était développé autour de l'ancienne abbaye cistercienne de Vauclair (Vallis Clara, en latin). Sa mairie était située dans la ferme d'Hurtebise, sur le Chemin des Dames. Il ne subsiste aujourd'hui que les ruines de l'abbaye, qui se visitent. Le territoire de l'ancienne commune de Vauclerc-et-la-Vallée-Foulon a été divisé en deux : une partie (Vauclerc redevenue Vauclair) a été rattachée en 1923 au village de Bouconville (devenu Bouconville-Vauclair), et l'autre (la Vallée-Foulon) à Oulches devenue Oulches-la-Vallée-Foulon), la même année.

D'autres villages ont été détruits, mais reconstruits à quelque distance, sans perdre leur existence administrative : Cerny-en-Laonnois, Craonne, Allemant.
- Craonne : La préfecture interdisant le retour des habitants dans leur ancien village, un nouveau village a dû être reconstruit à quelques centaines de mètres en contrebas. Le site du Vieux Craonne a été confié en 1931 à l'administration des Eaux et Forêts pour en faire un arboretum. Cette plantation, effectuée avec des aides de la Suède, marraine du village, comporte 35 espèces différentes. Elle sanctuarise l'espace du village détruit en maintenant une vie végétale après la destruction[1]. Le lieu-dit Chevreux, n'était pas à proprement parler un village, mais un simple hameau dépendant de Craonne. On n'y trouvait en 1900 qu'un café-marchand de bois et quelques fermes. Au début des années 1900, une gare du Chemin de Fer de la Banlieue de Reims (CBR) et une usine de conserves de l'Union maraîchère de Craonne y furent implantées. Rien n'en subsiste, si ce n'est une plaque commémorative[2] indiquant son emplacement, à proximité d'une stèle en mémoire des soldats du 8ème RI et du 208ème RI, tombés à cet endroit.
- Cerny-en-Laonnois : le site de l'ancien village à flanc de coteau a été abandonné, le nouveau village a été construit sur la crête, à l'intersection du « Chemin des Dames » avec la départementale qui mène de Fismes à Laon.
- Allemant : À l'instar de Cerny-en-Laonnois, le site du village, qui était lui aussi à flanc de la crête, non loin du Moulin de Laffaux et de son Monument des Crapouillots, a été abandonné à la suite de son entière destruction. Le village a été reconstruit dans la vallée mitoyenne.
- À l'exception de la Ferme d'Hurtebise, les grandes fermes du Chemin des Dames (La Malmaison, La Royère, Malval, etc.) ont été reconstruites sur des sites voisins du lieu initial.

## Marne

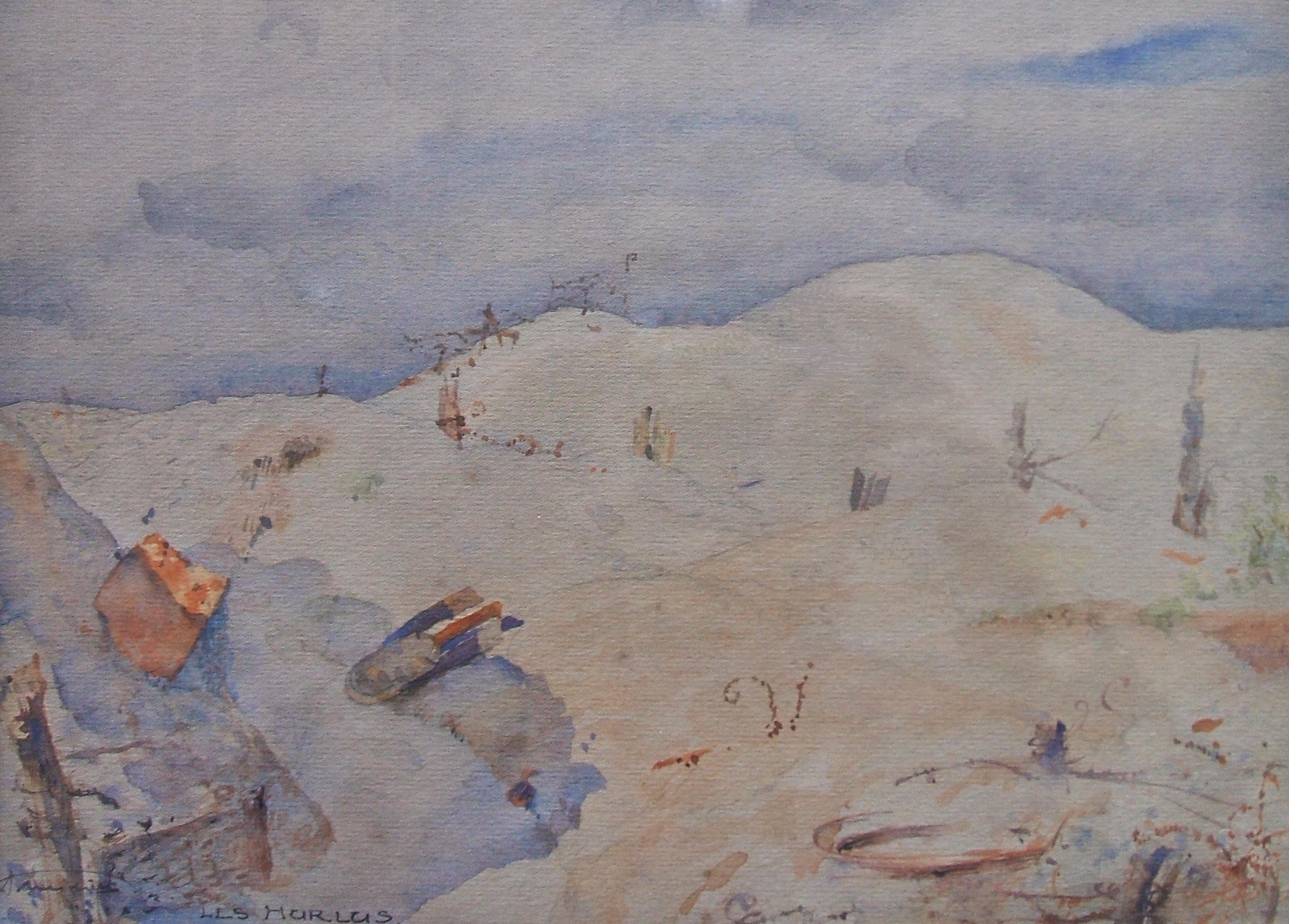
Aquarelle des Hurlus par Alexandre Miniac (1885-1963)

C'est un fait historique moins connu, mais quelques villages de la Marne ont aussi été anéantis lors de la Première Guerre mondiale. Ils n'ont pas tous été reconstruits. Ces communes ont été supprimées en 1950 lors de la création du camp militaire de Suippes et leurs territoires rattachés aux communes voisines, qui ont ajouté les noms des communes disparues aux leurs.
Communes détruites et supprimées :
- Hurlus, rattachée à Wargemoulin-Hurlus
- Le Mesnil-lès-Hurlus, rattachée à Minaucourt-le-Mesnil-lès-Hurlus
- Perthes-lès-Hurlus, rattachée à Souain-Perthes-lès-Hurlus
- Ripont, rattachée à Rouvroy-Ripont
- Tahure, rattachée à Sommepy-Tahure

Plus à l'ouest, dans la direction de Reims, se trouvent deux autres villages détruits :
- Moronvilliers, rattachée à Pontfaverger-Moronvilliers
- Nauroy, rattachée à Beine-Nauroy

## Meurthe-et-Moselle

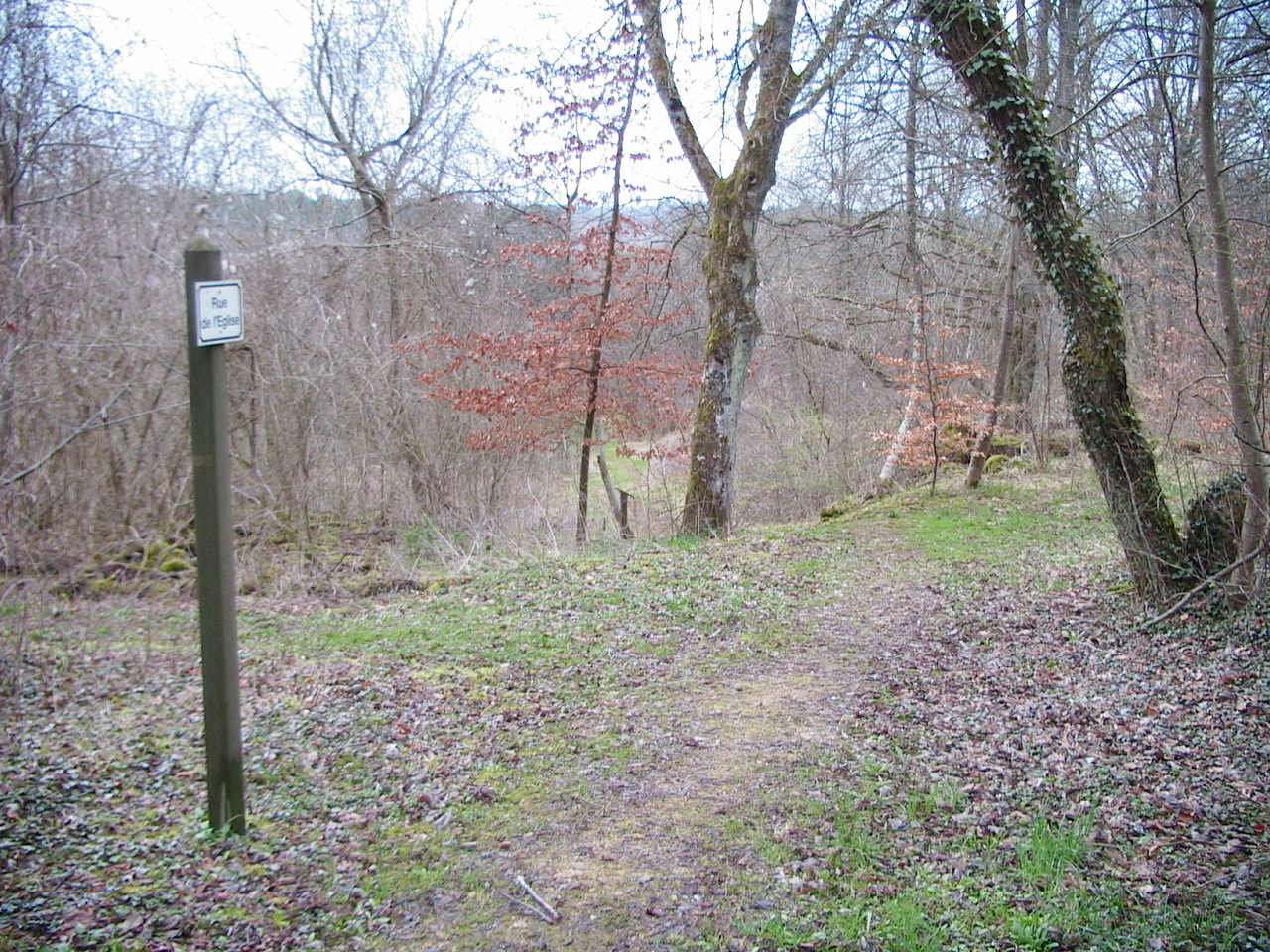
Souvenir d'une rue de Remenauville

Plusieurs communes de Meurthe-et-Moselle ont disparu ou ont été rattachées à une autre commune.
Près du saillant de Saint-Mihiel :
- Regniéville a été détruit, son territoire est rattaché à Thiaucourt-Regniéville dont il forme une exclave.
- Remenauville, rattaché à Limey-Remenauville
- Norroy, situé au nord de Lesménils
- Fey-en-Haye, qui a été reconstruit à quelques centaines de mètres.
- Flirey, a été entièrement reconstruit à proximité de son emplacement initial en suivant l'urbanisme des années 1920, en faisant ainsi l'aboutissement moderne du village-rue typique en Lorraine.

## Meuse

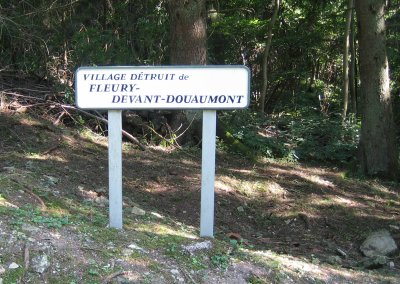
Panneau indiquant le village détruit de Fleury-devant-Douaumont

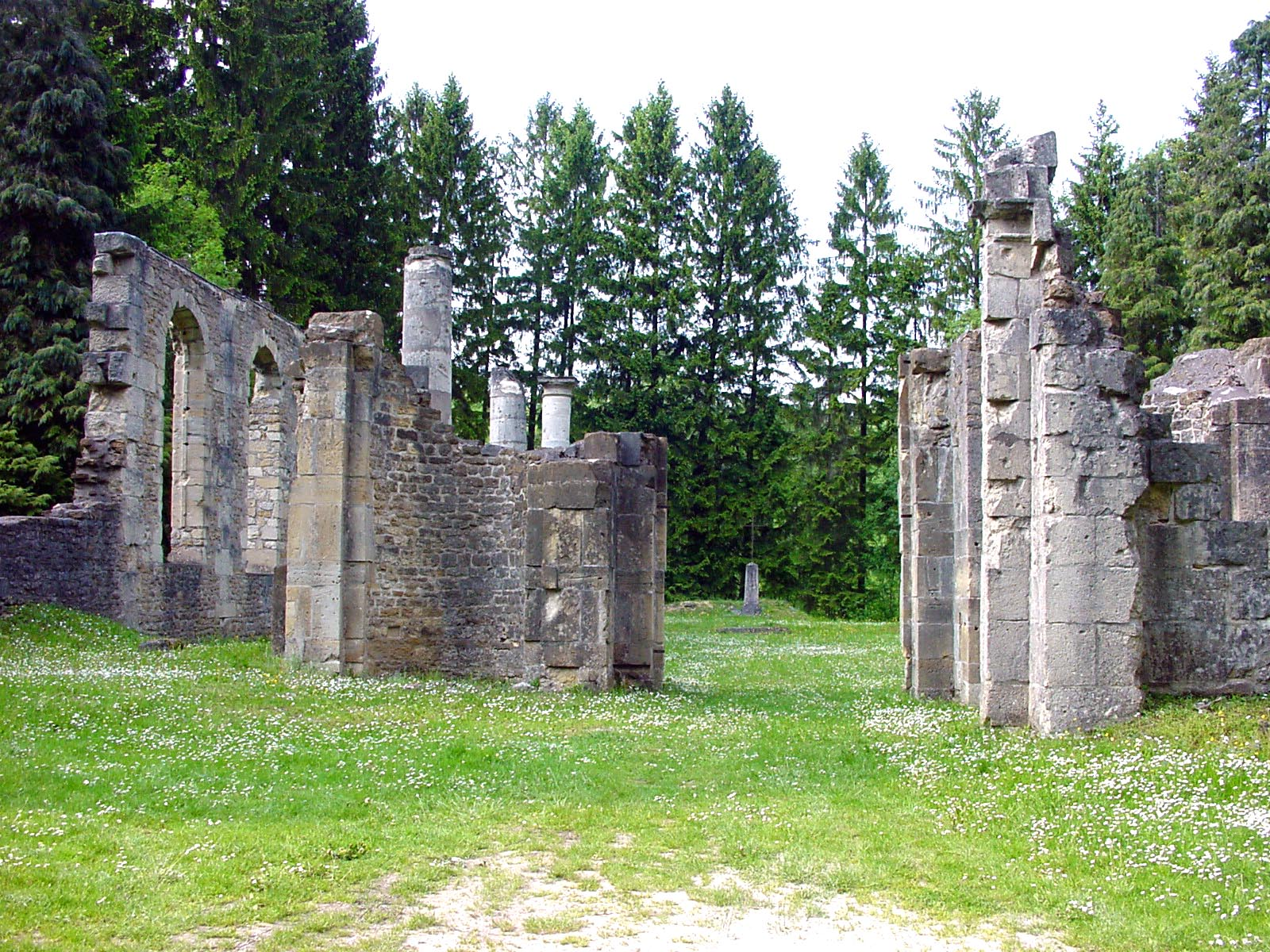
Reste du village détruit d'Ornes, dans l'actuelle forêt de Verdun

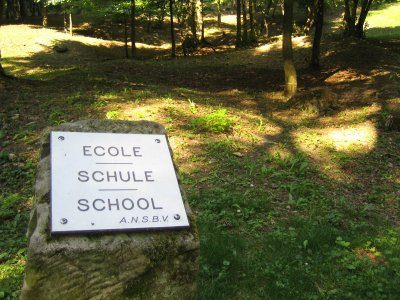
Emplacement de l'école de Fleury

Le département de la Meuse fut particulièrement touché, surtout lors de la bataille de Verdun en 1916, pendant laquelle neuf villages ont été complètement détruits par les combats. Six d'entre eux n'ont jamais été reconstruits. Après la guerre, il a cependant été décidé de ne pas les rattacher à d'autres communes et ainsi de conserver leur mémoire. Depuis la loi du 18 octobre 1919, ils sont administrés par un conseil municipal de trois membres nommés par le préfet de la Meuse, avec un maire et deux adjoints. Ils ont toutes les prérogatives d'un maire, à l'exception du vote pour les sénatoriales.
Villages détruits et non (ou marginalement) reconstruits :
- Beaumont-en-Verdunois (186 habitants en 1911, inhabité depuis 1918)
- Bezonvaux (149 habitants en 1911, inhabité depuis 1918)
- Cumières-le-Mort-Homme (pour 205 habitants en 1911, 3 en 1921, 1 en 1990 et 0 en 2006)
- Douaumont (quelques maisons reconstruites ; pour 288 habitants en 1911, 38 en 1921, 10 en 1990 et 7 en 2006)
- Fleury-devant-Douaumont, à côté du Mémorial de Verdun (pour 422 habitants en 1911, 12 en 1921 et 5 en 1990 et 0 en 2006)
  - Afin de perpétuer le souvenir de cette commune anéantie, la commune de Fleury-sur-Orne dans le Calvados, appelée jusque-là Allemagne, a adopté son nom en 1917.
- Haumont-près-Samogneux (pour 131 habitants en 1911, 5 en 1926 et 0 en 1990)
- Louvemont-Côte-du-Poivre (6 habitants en 1931, non habité depuis)
- Ornes (quelques maisons reconstruites, 718 habitants en 1911, 23 en 1921, 10 en 1990 et 7 en 2006)
- Vaux-devant-Damloup dit Vaux rasé a été reconstruit, de même que des dizaines d'autres moindrement touchés.

Le site est aujourd’hui classé monument historique et les galeries se visitent. La visite de la surface est accessible à tous.
Les communes non reconstruites demeurent, mais sont qualifiées de communes « mortes pour la France ».
Aujourd'hui, ces neuf communes sont toutes adhérentes à la Communauté d'agglomération du Grand Verdun.
Le 22 décembre 1987, huit de ces neuf communes (à l'exception de Vaux) constituent un SIVOM pour assurer leur débroussaillement et l'entretien des chapelles et des monuments aux morts qui y ont été construits après la guerre.

## Autres départements
Dans le reste de la zone rouge, comme dans les départements de l'Aisne, du Nord, du Pas-de-Calais ou de la Somme, des villes et des villages ont été détruits.

### Nord
- Bailleul, dans le Nord, il ne restait qu'une seule maison debout.
- La Bassée, quasiment rasée.
- Mazinghien, quasiment rasée.

Dans les Flandres et le bassin minier de nombreuses villes et villages ont dû être entièrement reconstruits. Ils l'ont souvent été sur le même plan cadastral, pour des raisons de propriété foncière. Les maisons construites dans l'urgence, souvent avec du mauvais mortier pauvre en ciment, sont des logements difficiles à chauffer. Localement, des baraquements de bois peint ou bitumé théoriquement provisoires ont persisté jusque dans les années 1970 voire plus tardivement.

### Pas-de-Calais
- De nombreux villages près d'Arras, dans l'Artois ont dû être entièrement reconstruits.

### Somme
- Fay a été totalement détruit, il a été reconstruit dans l'entre-deux-guerres à quelques centaines de mètres de l'ancien village dont on peut voir encore quelques vestiges.
- Frégicourt : ce village a été totalement détruit au cours de la Première Guerre mondiale et n'a pas été reconstruit.
- Dans la moitié est du département  entre Villers-Bretonneux et Ham, pratiquement toutes les communes ont subi des destructions très importantes ou ont été complètement rasées, des villes comme Albert, Péronne, Moreuil, Montdidier, Roye, Ham, des bourgades comme Villers-Bretonneux, Fluy, Rosières-en-Santerre, Chaulnes[5], Nesle, Roisel et la plupart des villages comme Thennes ou Berteaucourt-lès-Thennes ont dû être totalement reconstruits. Classé en zone rouge, ce secteur du département ne devait pas être rebâti ; la ténacité des habitants l'a fait revivre[6]

## Dans la culture populaire
Le rappeur MC Solaar rend hommage à ces villages tombés à la Première Guerre mondiale cent ans plus tard dans la chanson Les Mirabelles issue de l'album Géopoétique sorti en 2017.